# Apaeleticus nigriventris
Apaeleticus nigriventris là một loài tò vò trong họ Ichneumonidae.